# ОТ-131
ОТ-131 — советский огнемётный танк, разработанный в конце 1930-х годов на базе лёгкого танка Т-26 образца 1938 г. Машина стала одним из первых в мировой практике образцов, полностью сохранившим вооружение линейного танка в сочетании с огнемётной системой. Являлся переходным образцом к ОТ-134.
На вооружении и в серийном производстве не состоял

## История создания
Разработка ОТ-131 велась в 1938 году КБ-2 Ленинградского завода № 174. Машина была переходным образцом к ОТ-134.
В том же году предприятие выпустило несколько прототипов, однако дальше испытаний работы не продвинулись — машина не поступила в серийное производство.

## Описание конструкции
Экипаж состоял из трех человек. Огнемётный танк сохранил компоновку и ходовую часть базового Т-26 образца 1938 года

### Бронирование
На машине устанавливалась коническая башня. Корпус имел подбашенную коробку с вертикально расположенными броневыми листами.

### Вооружение
Основу вооружения составляла 45-мм танковая пушка, спаренная с 7,62-мм пулемётом ДТ. Это позволяло ОТ-131 выполнять задачи линейного танка, сохраняя огневую мощь.

### Огнемётное оборудование
В качестве дополнительного оружия применялась огнеметная установка: её брандспойт размещался в шаровой опоре слева от механика-водителя в верхнем наклонном лобовом листе корпуса.
Огнемётный комплекс включал следующие компоненты:
- Резервуар на 70 литров для огнесмеси (установлен вместо запасного топливного бака);
- Брандспойт с механизмами вертикальной и горизонтальной наводки;
- Воздушную систему, бензиновый бачок с топливной аппаратурой;
- Система электрозажигания, питаемая от аккумуляторных батарей;
- Пневматическую систему автоматической продувки ствола огнемёта после выстрела.

Огнесмесь выбрасывалась под воздействием сжатого воздуха. Дальность огнеметания составляла до 50 метров, боекомплект — 7-9 выстрелов. Управление огнемётом возлагалось на механика-водителя.
Боекомплект танка насчитывал 147 выстрелов для пушки и 2709 патронов для пулемёта ДТ.